# Zincowoodwardit
Zincowoodwardit ist ein sehr selten vorkommendes Mineral aus der Mineralklasse der „Sulfate (und Verwandte)“ (siehe Klassifikation) mit der chemischen Zusammensetzung (Zn1-xAlx)(SO4)x/2(OH)2·nH2O (x < 0,5, n < 3x/2) und stellt damit das Zink-Analogon des Woodwardit dar.
Zincowoodwardit kristallisiert polytyp im trigonalen Kristallsystem als Zincowoodwardit-1T und in rhomboedrischer Zentrierung als Zincowoodwardit-3R. Er entwickelt ähnlich wie sein Verwandter Woodwardit faserige Kristalle bis etwa 1,5 mm Größe und teilweise pseudohexagonalem Habitus, die zu radialstrahligen bis traubigen Aggregaten angeordnet sind oder krustige Überzüge bilden. Die Kristalle und Aggregate sind von durchscheinend grünlichblauer oder hellblauer bis weißer Farbe und weisen auf den Oberflächen einen wachsähnlichen Glanz auf. Auf der Strichtafel hinterlässt Zincowoodwardit einen hellblauen Strich.
Zincowoodwardit hat ebenso wie das Referenzmineral Talk die geringstmögliche Mohshärte von 1, d. h. deren Oberflächen lassen sich mit einem Fingernagel abschaben.

## Etymologie und Geschichte
Erstmals gefunden wurde Zincowoodwardit 1998 in der „Christiana-Mine“ und „Hilarion-Mine“ bei Agios Konstantinos (Kamariza) in Attika, Griechenland. Analysiert und beschrieben wurde das Mineral durch Thomas Witzke und Gunnar Raade, die es aufgrund seiner engen Beziehung zu Woodwardit und seiner Zusammensetzung mit überwiegendem Zinkanteil benannten. Als eigenständiges Mineral anerkannt wurde Zincowoodwardit von der International Mineralogical Association (IMA) noch im selben Jahr unter der Nummer IMA1998-026. Veröffentlicht wurden die Untersuchungsergebnisse und der anerkannte Name zwei Jahre später im Neuen Jahrbuch für Mineralogie unter dem Titel Zincowoodwardite, a new mineral of the hydrotalcite group.
Typmaterial des Minerals befindet sich in der mineralogischen Sammlung der Technischen Universität Bergakademie Freiberg.

## Klassifikation
Da der Zincowoodwardit erst 1998 als eigenständiges Mineral anerkannt wurde, ist er in der letztmalig 1977 überarbeiteten 8. Auflage der Mineralsystematik nach Strunz noch nicht verzeichnet.
In der zuletzt 2018 überarbeiteten Lapis-Systematik nach Stefan Weiß, die formal auf der alten Systematik von Karl Hugo Strunz in der 8. Auflage basiert, erhielt das Mineral die System- und Mineralnummer VI/D.08-045. Dies entspricht der Klasse der „Sulfate, Chromate, Molybdate und Wolframate“ und dort der Abteilung „Wasserhaltige Sulfate, mit fremden Anionen“, wo MineralName zusammen mit Bechererit, Camérolait, Carbonatcyanotrichit, Carrboydit, Chalkoalumit, Cyanotrichit, Glaukokerinit, Hydrombobomkulit, Hydrowoodwardit, Kyrgyzstanit, Mbobomkulit, Nickelalumit, Spangolith, Woodwardit und Zinkaluminit eine unbenannte Gruppe mit der Systemnummer VI/D.08 bildet.
Die von der International Mineralogical Association (IMA) zuletzt 2009 aktualisierte 9. Auflage der Strunz’schen Mineralsystematik ordnet den Zincowoodwardit in die erweiterte Klasse der „Sulfate (Selenate, Tellurate, Chromate, Molybdate und Wolframate)“ und dort in die Abteilung der „Sulfate (Selenate usw.) mit zusätzlichen Anionen, mit H2O“ ein. Diese ist weiter unterteilt nach der relativen Größe der beteiligten Kationen und der Kristallstruktur. Das Mineral ist hier entsprechend seiner Zusammensetzung und seinem Aufbau in der Unterabteilung „Mit ausschließlich mittelgroßen Kationen; Lagen von kantenverknüpften Oktaedern“ zu finden, wo es zusammen mit Carrboydit, Glaukokerinit, Honessit, Hydrohonessit, Hydrowoodwardit, Motukoreait, Mountkeithit, Natroglaukokerinit, Nikischerit, Shigait, Wermlandit, Woodwardit und Zinkaluminit die „Woodwarditgruppe“ mit der Systemnummer 7.DD.35 bildet.
In der vorwiegend im englischen Sprachraum gebräuchlichen Systematik der Minerale nach Dana hat Zincowoodwardit die System- und Mineralnummer 31.02.02.03, Zincowoodwardit-1T die Nummer 31.02.02.04 und Zincowoodwardit-3R die Nummer 31.02.02.05. Diese entsprechen der Klasse der „Sulfate, Chromate und Molybdate“ und dort der Abteilung „Wasserhaltige Sulfate mit Hydroxyl oder Halogen“. Hier sind die als einzelne Spezies behandelten Polytype zusammen mit Woodwardit und Hydrowoodwardit in der „Woodwarditgruppe“ mit der System-Nr. 31.02.02 innerhalb der Unterabteilung „Wasserhaltige Sulfate mit Hydroxyl oder Halogen mit (A+B2+)6(XO4)Zq × x(H2O)“ zu finden.

## Kristallstruktur
Zincowoodwardit kristallisiert polytyp, das heißt, er bildet wechselnde Schichten mit trigonal-primitiver und trigonal-rhomboedrischer Symmetrie, die als „Zincowoodwardit-1T“ und „Zincowoodwardit-3R“ bezeichnet werden. Die Struktur ist eng verwandt mit der des Hydrotalkit.
- Zincowoodwardit-1T kristallisiert trigonal in der Raumgruppe P3 (Raumgruppen-Nr. 147) mit den Gitterparametern a = 3,063 Å und c = 8,91 Å[7] sowie einer Formeleinheit pro Elementarzelle.[8]
- Zincowoodwardit-3R kristallisiert rhomboedrisch in der Raumgruppe R3m (Nr. 166) mit den Gitterparametern a = 3,065 Å und c = 25,42 Å[7] sowie drei Formeleinheiten pro Elementarzelle.[8]

## Bildung und Fundorte

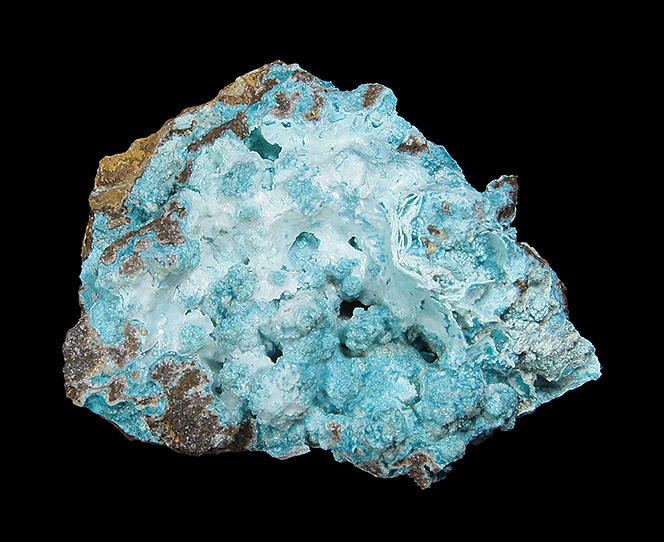
Zincowoodwardit und Serpierit aus der Christiana Mine, Kamariza Mines, Agios Konstantinos, Lavrio, Attika, Griechenland

Zincowoodwardit bildet sich in der Oxidationszone von zinkführenden Lagerstätten und in alten Grubenbauen durch Ausfällung aus Wässern unter neutralen bis leicht basischen Bedingungen. Hier tritt Zincowoodwardit je nach Fundort in Paragenese mit Glaukokerinit, Hemimorphit, Natroglaukokerinit, Serpierit und/oder Zaccagnait auf.
Außer an seiner Typlokalität „Christiana Mine“ und „Hilarion Mine“ bei Aghios Konstantinos wurde Zincowoodwardit in Griechenland noch in der „Serpieri Mine“ (ebenfalls Aghios Konstantinos) und in der „Maria Mine“ am Kap Sounion gefunden. Weitere Fundorte sind die Grube Friedrichssegen in der Gemeinde Frücht (Rheinland-Pfalz) in Deutschland und „Le Penay“ bei La Léchère in der französischen Provinz Tarentaise.